# Sebastián Prediger
Leonardo Sebastián Prediger est un footballeur international argentin né le 4 septembre 1986 à Crespo dans la région d'Entre Rios en Argentine.Il évolue au poste de milieu défensif au club du CA Colón.

## Biographie
Grand espoir du football argentin, il signe au FC Porto en 2009 pour une somme de 3,3 millions d'euros et un contrat de 4 ans.